# Гурбанлы, Абульфаз Адам оглы
Абульфаз Гурбанлы (полное имя: Абульфаз Адам оглы Гурбанлы; (азерб. Əbülfəz Qurbanlı) 15 сентября 1982 года, Имишлинский район, Азербайджанская ССР)  — азербайджанский политик и правозащитник; Председатель молодежного организации Партии Народного Фронта Азербайджана (2009–2013) и заместитель председателя Партии Народного Фронта Азербайджана (2013–2015); член совета представителей Гражданского движения «NIDA» (2017–2018). С 2021 года является соучредителем и исполнительным директором Общественного объединения «Article54».

## Ранее годы
Абульфаз Гурбанлы родился 15 сентября 1982 года в селе Халфали Имишлинского района. В 1999 году окончил среднюю школу имени Г. Мардалиева села Халфали. В 2000–2004 годах учился на факультете библиотековедения и информатики Бакинского государственного университета (БГУ). В 2004–2006 годах обучался в магистратуре того же университета.
Женат, имеет двоих детей.

## Общественно-политическая деятельность
Абульфаз Гурбанлы с 2002 года активно участвует в общественно-политических процессах. В 2003 году он вступил в ряды Партии Народного Фронта Азербайджана (ПНФА).
С 2005 по 2008 год был заместитель председателя молодежного организации ПНФА.
В 2008 году был избран председателем молодежного организации ПНФА.
22 декабря 2013 года покинул пост председателя молодежного комитета и был назначен заместителем председателя Партии Народного фронта Азербайджана.
8 июля 2015 года покинул ряды Партии Народного Фронта Азербайджана.
С 2017 по 2018 год был членом совета представителей Гражданского движения «NIDA».
С 2018 по 2021 год работал региональным менеджером в Центре мониторинга выборов и изучение демократии (SMDT) и координатором юридической помощи на платформе «Gözətçi». За время своей деятельности организация осуществила такие мероприятия, как мобилизация активистов по правам человека, организация тренингов по потребностям и навыкам местных активистов по правам человека, управление процессами оказания юридической помощи, разработка политик и процедур, связанных с волонтерами, оказание поддержки в наблюдении за выборами и защите прав человека, организация краткосрочного и долгосрочного наблюдения за выборами и т. д.
В качестве международного наблюдателя он следил за избирательным процессом на президентских выборах в Украине в 2019 году.
С 2021 года Абульфаз Гурбанлы является соучредителем и исполнительным директором Общественного объединения «Article54».

## Задержания и аресты
С 2009 по 2013 год Абульфаз Гурбанлы был 5 раз приговорён к административным арестам. Всего за это время он провёл в центре административного задержания 46 дня. За участие в акции протеста его дважды оштрафовали в административном порядке.
30 июня 2016 года Европейский суд по правам человека (ЕСПЧ) признал задержания и арест Гурбанлы в 2012 году политически мотивированным.
8 мая 2009 года в штаб-квартире Демократической партии Азербайджана (ADP) состоялась встреча молодёжных организаций оппозиционных партий и студентов. На встрече было принято решение провести акцию протеста требованием отмены праздника цветов, традиционно проводимым 10 мая (праздник цветов — ежегодный праздник, посвящённым дню рождения бывшего президента Гейдара Алиева, и отца нынешнего президента Ильхама Алиева). На этой встрече активистов ряда молодежных организаций и молодежных отделений оппозиционных партий было принято решение выразить протест в мирной форме. Протестующие считали неуместным проведение праздника в связи со скорбью по погибшим в результате массового убийства в Азербайджанской государственной нефтяной академии 30 апреля. Сразу после заседания Абульфаз Гурбанлы лицами в штатском в районе железнодорожного вокзала был задержан и увезен в неизвестном направлении. 9 мая решением Насиминского районного суда был приговорен к 10 суткам административного ареста по статье 310 Кодекса об административных правонарушениях АР (злостное неповиновение законному требованию работника полиции).
15 мая 2010 года он был задержан во время акции протеста блока «Азадлыг» (Свобода) перед кинотеатром «Нариманов» с требованием создания демократических условий в предвыборный период. Решением Наримановского районного суда был приговорен к 5 суткам административного ареста.
10 июня 2010 года он был задержан во время совместный акции протеста партии «Мусават» и «Союза за демократию» (DUİ) перед станцией метро «Академия наук» с требованием создания демократических условий в предвыборный период и реформы избирательного законодательства. Решением Насиминского районного суда был приговорен к 10 суткам административного ареста.
31 июля 2010 года он был задержан во время совместный акции протеста оппозиции на площади Фонтанов. Решением Сабаильского районного суда он был оштрафован на 25 манатов и освобожден.
20 октября 2012 года был задержан во время акции протеста, проведенной оппозиционными политическими партиями и молодежными организациями на площади Фонтанов с требованием роспуска парламента. Решением Сабаильского районного суда был приговорен к 8 суткам административного ареста по статье 298.2 Кодекса об административных правонарушениях АР (нарушение порядка организации и проведения собраний).
13 января 2013 года был задержан во время акции протеста на площади Фонтанов. Решением Сабаильского районного суда он был оштрафован на 500 манатов и освобожден.
26 января 2013 года был задержан во время акции протеста «Уберите оружие от нас!» в саде Сахиль. Решением Насиминского районного суда был приговорен к 13 суткам административного ареста по статье 298.2 Кодекса об административных правонарушениях АР (нарушение порядка организации и проведения собраний).